# Segnale di diritto di precedenza
Il segnale di diritto di precedenza è un segnale stradale verticale che indica una strada (o parte di essa) avente sempre la precedenza sulle vie laterali. Ha validità fin quando non si incontra il segnale Fine del diritto di precedenza o un incrocio in cui non si gode più della precedenza.

## Aspetti grafici

Il segnale secondo gli standard della Convenzione di Vienna sulla segnaletica stradale

Il segnale è di forma quadrata, bordato di bianco e con uno sfondo giallo, mentre la versione che indica la fine del diritto di precedenza è sbarrata con una linea obliqua nera che sale da sinistra verso destra. Le differenze grafiche di questo segnale nei vari Stati che lo contemplano sono minime, relegate per di più alla bordatura del quadrato (che in alcuni casi è più larga o è ulteriormente bordata di nero), al colore dello sfondo o all'aspetto della sbarra del cartello che indica la fine del diritto di precedenza (talvolta tratteggiata).

## Segnaletica stradale in Italia
In Italia, i segnali di diritto di precedenza e del suo fine sono definiti dagli articoli 111 e 113 del Regolamento di Attuazione del Codice della Strada.
Il segnale di diritto di precedenza deve essere installato all'inizio delle strade che godono del diritto di precedenza. Il segnale può essere inoltre ripetuto più volte all'interno della strada con priorità, specie prima o dopo le intersezioni, quando ciò sia finalizzato ad aumentare la sicurezza degli utenti della strada. Talvolta lo si può trovare anche su isole spartitraffico nelle intersezioni canalizzate corredato dal pannello integrativo Andamento della strada principale (mod. II.7).
Il segnale di fine del diritto di precedenza è installato in corrispondenza del punto dove termina il diritto di precedenza in una strada che precedentemente ne godeva. Per indicare il preavviso della fine del diritto, viene impiegato il segnale di fine, opportunamente integrato dal pannello distanza.

Segnale italiano di diritto di precedenza, in uso dal 1990
Segnale italiano di diritto di precedenza, in uso dal 1990
Segnale italiano di diritto di precedenza, in uso dal 1981 al 1990
Segnale italiano di diritto di precedenza, in fino dal 1981 al 1990
Segnale italiano di diritto di precedenza, in uso dal 1959 al 1981
Segnale italiano di diritto di precedenza, in fino dal 1959 al 1981